# 高桥镇 (武定县)
高桥镇，是中华人民共和国云南省楚雄彝族自治州武定县下辖的一个乡镇级行政单位。

## 行政区划
高桥镇下辖以下地区：
高桥村、海子村、花桥村、老淘村、唐家村、勒外村、大村、马安村、石腊它村、高姑拉村、树沟村、庄良村、己梯村、小河村、尼嘎古村、弯腰树村和西菊拉村。